# Anikó Nagy
Anikó Nagy is een voormalige Hongaarse handbalspeelster. Ze werd op de Olympische Spelen van 1996 in Atlanta derde en vier jaar later in Sydney won ze zilver met haar ploeg. Ze won ook nog het Wereldkampioenschap in 1995 in eigen land.